# Mexiko na Letních olympijských hrách 1976
Mexiko se účastnilo Letní olympiády 1976 v kanadském Montréalu. Zastupovalo ho 97 sportovců (92 mužů a 5 žen) v 17 sportech.

## Medailisté
| Medaile | Jméno           | Sport    | Soutěž                    |
| ------- | --------------- | -------- | ------------------------- |
| Zlato   | Daniel Bautista | Atletika | Muži chůze na 20 km       |
| Bronz   | Juan Paredes    | Box      | Muži pérová váha do 57 kg |